# Twelve Moons
Twelve Moons från 1993 är ett studioalbum med Jan Garbarek Group.

## Låtlista
Låtarna är skrivna av Jan Garbarek om inget annat anges.
1. Twelve Moons – 7:38
2. Psalm (trad/Elling Hansen) – 6:34
3. Brother Wind March – 10:21
4. There Were Swallows... – 8:40
5. The Tall Tear Trees – 5:52
6. Arietta (Edvard Grieg) – 6:24
7. Gautes-Margjit (trad) – 11:59
8. Darvánan (Mari Boine) – 4:56
9. Huhai – 7:33
10. Witchi-Tai-To (Jim Pepper) – 5:44

## Medverkande
- Jan Garbarek – sopransax (spår 1–4, 6, 9, 10), tenorsax (spår 5, 7, 8), synthesizer (spår 1)
- Agnes Buen Garnås – sång (spår 2)
- Mari Boine – sång (spår 8)
- Rainer Brüninghaus – piano (spår 3–7, 9, 10), synthesizer (spår 3, 5)
- Eberhard Weber – bas (spår 2–7, 9, 10)
- Manu Katché – trummor (spår 1, 3–5, 7, 9, 10)
- Marilyn Mazur – slagverk (spår 1, 2, 4, 6, 7, 9)

## Listplaceringar i Norden
| Lista (1993) | Topplacering |
| ------------ | ------------ |
| Norge        | 5            |